# Astragalus rubriflorus
Astragalus rubriflorus är en ärtväxtart som beskrevs av Aleksandr Andrejevitj Bunge. Astragalus rubriflorus ingår i släktet vedlar, och familjen ärtväxter. Inga underarter finns listade i Catalogue of Life.